# Mercedes-Benz OM602
La sigla OM602 identifica una piccola famiglia di motori diesel prodotti dal 1984 al 2001 dalla Casa tedesca Mercedes-Benz e fino al 2006 venne prodotto su licenza anche dalla sudcoreana SsangYong.

## Profilo e caratteristiche

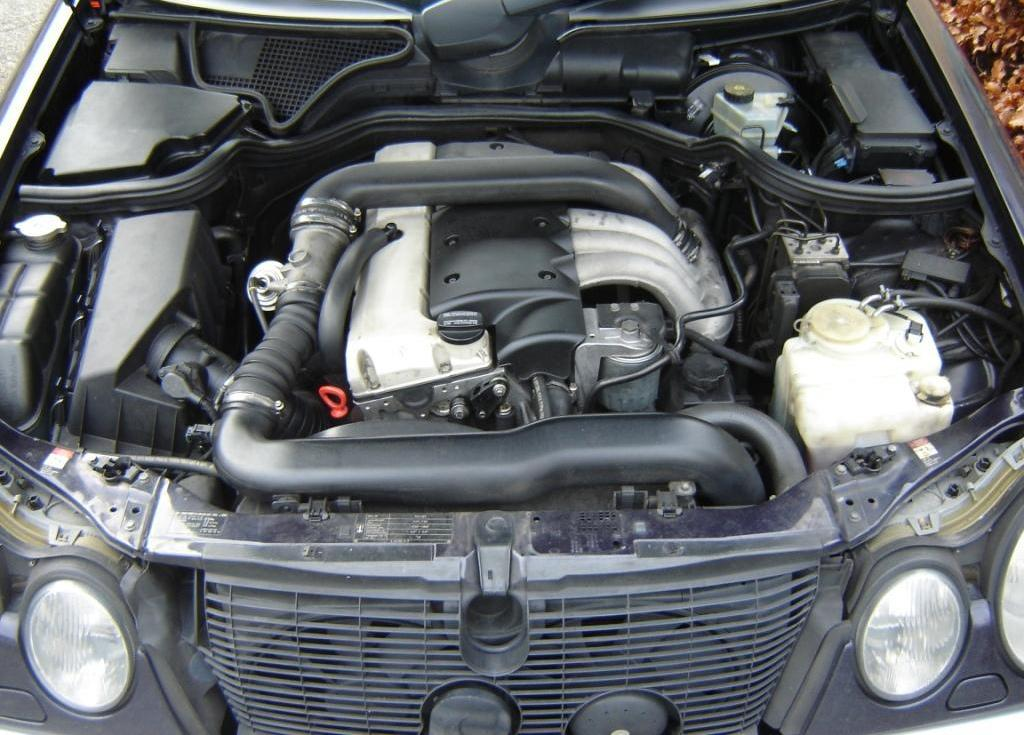
Vista di un motore OM602.982 nel cofano di una E290 Turbodiesel W210

I primi motori OM602 sono stati introdotti nel 1984, in concomitanza con il lancio delle 190 Diesel e in vista del lancio delle nuove berline della serie W124. Questi motori sono strettamente imparentati con i più piccoli motori OM601 e con i più grandi OM603. Mentre i primi hanno un'architettura a 4 cilindri in linea ed i secondi sono a 6 cilindri in linea, i motori OM602 sono a 5 cilindri, sempre in linea. In pratica, la più grossa differenza fra le tre famiglie di motori sta proprio nel numero di cilindri. Rimangono immutate le caratteristiche dimensionali unitarie delle versioni di base. In parole povere, in tutte le motorizzazioni base delle tre famiglie di motori, i cilindri hanno le stesse dimensioni.

Rimangono pressoché immutati anche i materiali utilizzati, vale a dire la ghisa per il monoblocco e la lega leggera per la testata.

Tra le altre caratteristiche di questo motore va segnalato il sistema di iniezione a controllo meccanico con dispositivo cut-off, in grado di interrompere il flusso di carburante in rilascio. I motori OM602 sono tutti motori monoalbero comandati a doppia catena con valvole allineate e punterie idrauliche con recupero automatico del gioco.

La famiglia dei motori OM602 comprende due versioni: una da 2.5 litri e l'altra da 2.9 litri. Di seguito vengono indicate le caratteristiche comuni alle due versioni dei motori OM602:
- architettura a 5 cilindri in linea;
- monoblocco in ghisa;
- testata in lega di alluminio;
- inclinazione di 15° a destra;
- distribuzione ad un asse a camme in testa;
- testata a due valvole per cilindro;
- albero a gomiti su 6 supporti di banco.

Nella seconda metà degli anni novanta, il 2.5 OM602 venne sostituito dal 2.5 litri OM605, che in pratica era la declinazione plurivalvole del primo. Da lì in poi sarebbe rimasto in listino solo il 2.9 OM602, che poi sarebbe stato tolto di produzione definitivamente nel 2001, ma già da alcuni anni era cominciata la loro graduale sostituzione a favore dei nuovi motori OM612, dotati di tecnologia common rail. L'ultimo anno di produzione ha visto il 2.9 OM602 montato unicamente sotto il cofano di alcuni modelli Unimog.

### MotoreOM602da 2.5 litri

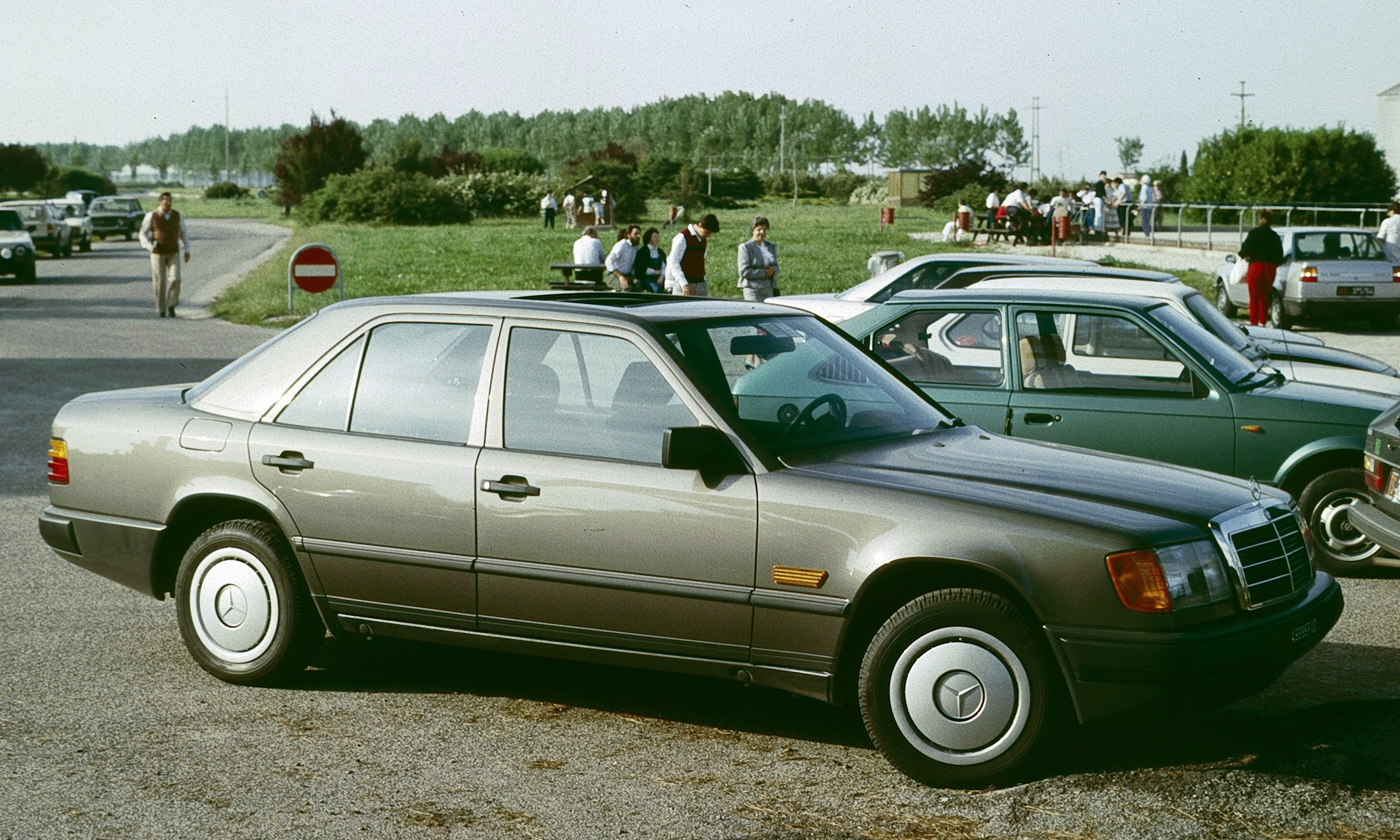
La 250D W124 è stata uno dei primi modelli a montare un motore OM602 da 2.5 litri

Il 2.5 litri OM602 è stato il primo motore a debuttare tra quelli appartenenti a tale famiglia. Ha esordito in configurazione aspirata, ma in seguito è stato proposto anche con sovralimentazione mediante turbocompressore. In entrambi i casi, i propulsori sono dotati di iniezione meccanica indiretta di Bosch.

Caratteristiche  comuni ai vari motori OM602 da 2.5 litri (noti anche con la sigla generica di OM602D25) sono le seguenti:
- alesaggio e corsa: 87x84 mm;
- cilindrata: 2497 cm³;
- rapporto di compressione: 22:1;
- alimentazione ad iniezione indiretta Bosch con precamera;
- pompa di iniezione Bosch a 5 pistoncini.

#### OM602D25 aspirato
Nella seguente tabella vengono racchiuse le principali caratteristiche delle diverse varianti del 2.5 aspirato OM602. Si tenga presente che la sigla 602.911 indica il 2.5 diesel per applicazioni su modelli 190, mentre la sigla 602.912 indica le applicazioni su modelli W124.
| Codice motore             | Potenza CV/rpm | Coppia Nm/rpm  | Applicazioni                      | Anni di produzione |
| ------------------------- | -------------- | -------------- | --------------------------------- | ------------------ |
| 602.911 e 602.912         | 90/4600        | 154/2800       | Mercedes-Benz 190D 2.5            | 1984-88            |
| 602.911 e 602.912         | 90/4600        | 154/2800       | Mercedes 250D/250TD W124          | 1985-89            |
| 602.911 e 602.912         | 94/4600        | 158/2600-3100  | Mercedes-Benz 190D 2.5            | 1988-93            |
| 602.911 e 602.912         | 94/4600        | 158/2600-3100  | Mercedes-Benz 250D/250TD W124     | 1989-93            |
| 602.911 Kat e 602.912 Kat | 90/4600        | 158/2600-3100  | Mercedes-Benz 190D 2.5 Kat        | 1988-93            |
| 602.911 Kat e 602.912 Kat | 90/4600        | 158/2600-3100  | Mercedes-Benz 250D/250TD Kat W124 | 1989-93            |
| 602.930                   | 84/4600        | 154/2200-2800  | Mercedes-Benz 250GD W460          | 1987-90            |
| 602.931                   | 94/4600        | 158/ 2600-3100 | Mercedes-Benz 250GD W463          | 1990-92            |

#### OM602D25 Sovralimentato
Di seguito vengono invece mostrate le caratteristiche principali del 2.5 litri OM602 sovralimentato mediante turbocompressore. Si tenga presente che la sigla 602.961 indica l'unità montata sui modelli 190, mentre la sigla 602.962 indica le applicazioni su modelli W124.
| Codice motore     | Potenza CV/rpm | Coppia Nm/rpm | Applicazioni                        | Anni di produzione |
| ----------------- | -------------- | ------------- | ----------------------------------- | ------------------ |
| 602.961 e 602.962 | 122/4600       | 225/2400      | Mercedes-Benz 190D 2.5 Turbo        | 1986-88            |
| 602.961 e 602.962 | 126/4600       | 231/2400      | Mercedes-Benz 190 2.5 Turbo         | 1988-93            |
| 602.961 e 602.962 | 126/4600       | 231/2400      | Mercedes-Benz 250D/250TD Turbo W124 | 1988-93            |

### MotoreOM602da 2.9 litri

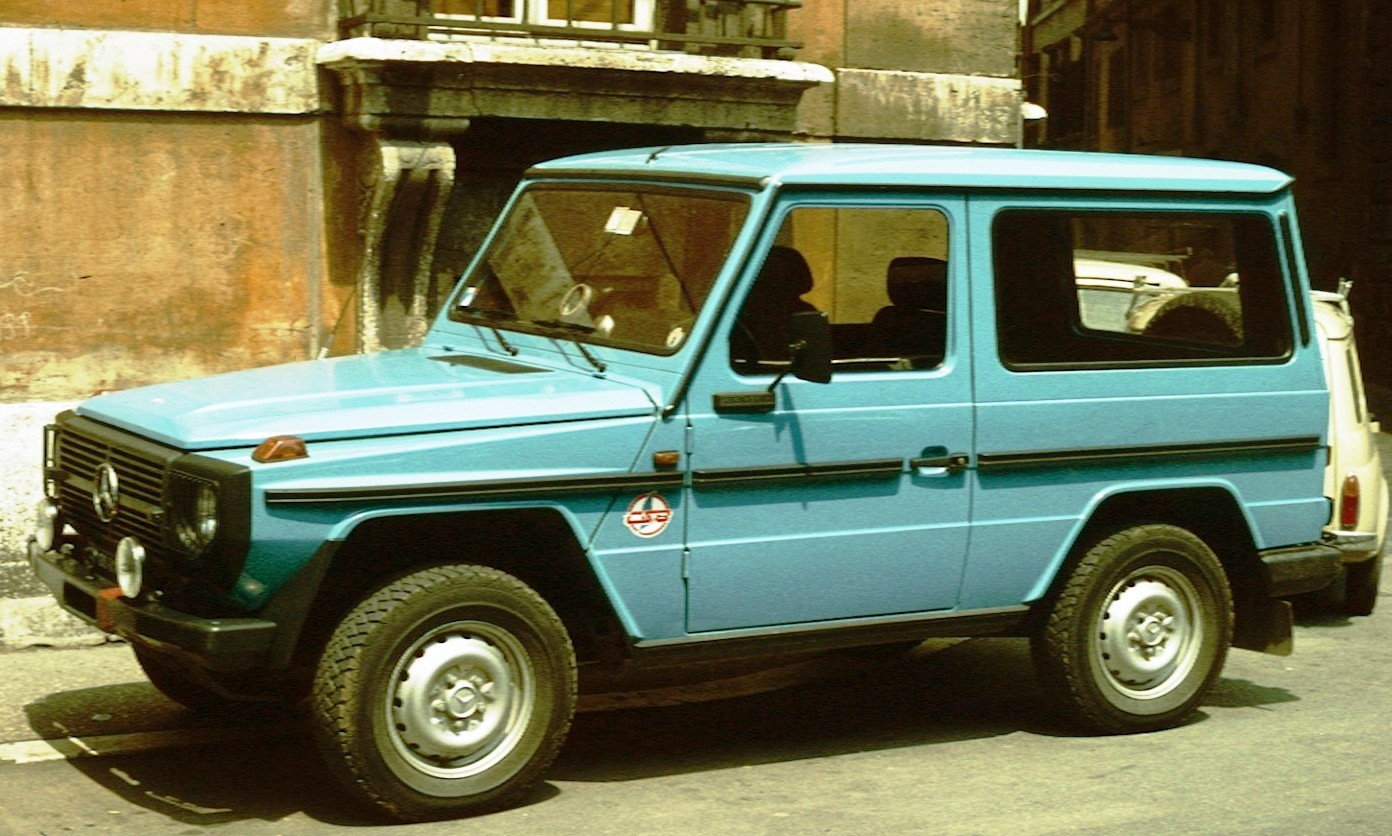
Il 2.9 litri OM602 ha trovato applicazione anche nei fuoristrada della Classe G

Il 2.9 della famiglia OM602 è stato introdotto nel 1988, ed almeno inizialmente era stato destinato unicamente ad applicazioni concernenti i mezzi commerciali del marchio tedesco. Il 2.9 litri OM602, noto anche come OM602D29, aveva una cilindrata di 2874 cc, nata dall'incremento di alesaggio e corsa, passati rispettivamente ad 89x92.4 mm.

Tale motore, sempre a 5 cilindri, nacque in configurazione aspirata, ma si è successivamente evoluto in altre varianti, comprendenti quella sovralimentata e quella (sempre sovralimentata) con alimentazione ad iniezione diretta. A partire dal 1991 ha cominciato ad essere montato anche su autovetture e dal 1993 è rimasto l'unico membro della famiglia OM602 ancora in produzione. Nel 1995 ha cominciato ad essere prodotto su licenza ed utilizzato anche dalla Ssangyong. Nel settembre del 2000 è stato tolto dalla produzione automobilistica, ma è stato ancora utilizzato per qualche mese, fino al 2001 inoltrato, su veicoli Unimog.

#### OM602D29 aspirato
Di seguito vengono mostrate le principali caratteristiche ed applicazioni dei 2.9 litri OM602 da 2.9 litri in configurazione aspirata:
| Codice motore | Potenza CV/rpm | Coppia Nm/rpm | Applicazioni                    | Anni di produzione |
| ------------- | -------------- | ------------- | ------------------------------- | ------------------ |
| 602.941       | 90             |               | Unimog Serie 408 U90 2.9 Diesel | 1992-01            |
| 602.942       | 95/4000        | 192/2300      | Mercedes-Benz 290GD W461        | 1991-97            |

Vi sono state altre tre varianti di questo motore, meno conosciute: sono le varianti che hanno equipaggiato i mezzi commerciali Mercedes-Benz delle serie 210, 310 e 410,prodotti dal 1988. Sono le varianti che hanno sancito il debutto del 2.9 OM602. Tali varianti erano siglate rispettivamente 602.940, 602.946 e 602.947, ed erogavano potenze intorno ai 100 CV.

#### OM602D29 sovralimentato

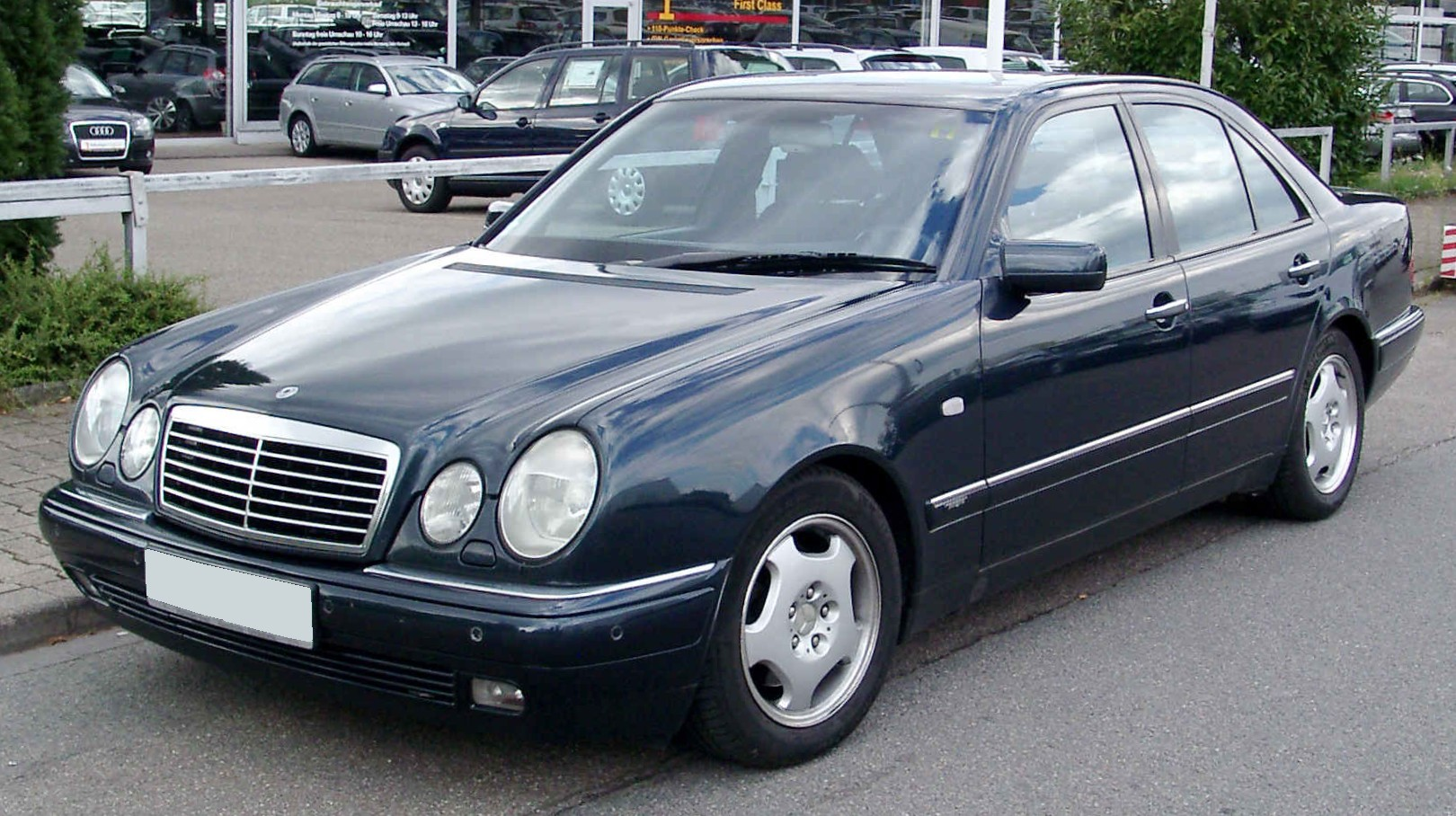
La E290 Turbodiesel W210 è stata una delle due principali applicazioni del 2.9 OM602 sovralimentato

Il 2.9 OM602 sovralimentato è stato introdotto nel 1996 con il lancio della Classe E W210. In occasione di tale debutto, venne approntato un nuovo propulsore basato sul 2.9 aspirato della stessa famiglia, ma che oltre alla sovralimentazione proponeva un'altra più rilevante novità, ossia l'adozione dell'alimentazione ad iniezione diretta. In particolare si trattava della prima autovettura Mercedes-Benz che montava un motore con tale tipo di iniezione. Il rapporto di compressione era di 19.5:1, quindi inferiore rispetto agli altri motori OM602. Il turbocompressore cui è affidata la sovralimentazione è coadiuvato da un intercooler per cedere calore all'esterno.

Il 2.9 Turbo OM602 è esistito in due varianti principali, siglate rispettivamente 602.982 e 602.983, differenti tra loro per le doti prestazionali e per il modello su cui sono state montate. Qui sotto sono riportate le differenze tra i due motori e le loro applicazioni.
| Codice motore         | Potenza CV/rpm | Coppia Nm/rpm | Applicazioni                        | Anni di produzione |
| --------------------- | -------------- | ------------- | ----------------------------------- | ------------------ |
| 602.982 o OM602DE29LA | 129/4000       | 300/1800-2400 | Mercedes-Benz E290 Turbodiesel      | 1996-99            |
| 602.983               | 120/3800       | 280/1900      | Mercedes-Benz G290 Turbodiesel W461 | 1997-2000          |

Questo motore è stato anche utilizzato su alcuni modelli della Unimog.

#### Motore OM662
Il motore OM662 è la sigla del motore OM602 da 2.9 litri, la cui produzione è stata concessa da Mercedes-Benz a Ssangyong su licenza. Si tratta di fatto di uno dei due motori Mercedes-Benz mai montato su un veicolo della Casa madre (l'altro è il motore OM661, sempre di Mercedes-Benz e sempre prodotto da Ssangyong), ma di fatto mantiene le stesse caratteristiche del 2.9 di origine. È stato prodotto da Ssangyong sia in versione aspirata sia in versione sovralimentata, con prestazioni coincidenti a quelle dei rispettivi 2.9 OM602.

Il motore OM662 aspirato è stato montato sulla Musso 602 2.9 diesel (1995-2000), mentre quello sovralimentato, più diffuso, ha conosciuto le seguenti applicazioni:
- Ssangyong Musso 602 2.9 TD (1999-01);
- Ssangyong MJ 662 2.9 TD (2001-05);
- Ssangyong Rexton 2.9 TD (2001-04);
- Ssangyong Korando 2.9 TD (1997-06).